# Randell Johnson
Randell Johnson (Miami, 23 dicembre 1991) è un giocatore di football americano statunitense che gioca nel ruolo di linebacker per i Buffalo Bills della National Football League. Fu scelto nel corso del settimo giro (221º assoluto) del Draft NFL 2014. Al college ha giocato a football alla Florida Atlantic University.

## Carriera professionistica

### Buffalo Bills
Johnson fu scelto nel corso del settimo giro del Draft 2014. Debuttò come professionista subentrando nella vittoria della settimana 1 contro i Chicago Bears. La sua prima stagione si concluse con 5 presenze e un tackle.

## Statistiche
| Partite totali      | 5 |
| Partite da titolare | 0 |
| Tackle              | 1 |
| Sack                | 0 |
| Intercetti          | 0 |

Statistiche aggiornate alla stagione 2014